# 小齒輪松 (亞利桑那州)
小齒輪松（英語：Pinion Pines）是位於美國亞利桑那州莫哈維縣的一個人口普查指定地區。根據2010年美國人口普查，該地人口為186人，而該地的面積約為3.89平方千米。

## 地理
小齒輪松的座標為35°08′48″N 113°54′21″W / 35.14667°N 113.90583°W，而該地最高點為海拔高度1549米（即5082英尺）。